# 6479 Leoconnolly
6479 Leoconnolly eller 1988 LC är en asteroid i huvudbältet som upptäcktes 15 juni 1988 av den amerikanske astronomen Eleanor F. Helin vid Palomar-observatoriet. Den är uppkallad efter den amerikanske astronomen Leo P. Connolly.
Asteroiden har en diameter på ungefär 15 kilometer.